# Aruaques
Os aruaques, também conhecidos como aravaques e arauaques, são um grupo de povos indígenas do norte da América do Sul e do Caribe. Suas línguas pertencem à família linguística aruaque (de arawak, "comedor de farinha"). Especificamente, o termo "aruaque" foi aplicado em vários momentos, desde os locono da América do Sul até os taíno, que viviam nas Grandes Antilhas e no norte das Pequenas Antilhas, no Caribe. Todos esses grupos falavam línguas aruaques relacionadas. Foram encontrados em diferentes partes da América do Sul - Bolívia, Brasil, Colômbia, Guiana, Paraguai, Peru, Venezuela e Antilhas.
No tronco linguístico aruaque (arahuaco em espanhol; aportuguesado como "aruaque"), estão catalogadas 74 línguas de vários povos indígenas do Brasil, dentre as quais a língua tariana, a língua palicur, a língua baníua, a língua terena e a língua iaualapiti.

## Nome
Os primeiros exploradores e administradores espanhóis usaram os termos aruaque e caribes para distinguir os povos do Caribe, com caribe reservado para grupos indígenas que consideravam hostis e aruaque para grupos que consideravam amigáveis.
Em 1871, o etnólogo Daniel Garrison Brinton propôs chamar a população caribenha de "Ilha Aruaque" por causa de suas semelhanças culturais e linguísticas com os aruaques continentais. Os estudiosos subsequentes encurtaram esta convenção para "Aruaque", criando confusão entre os grupos insulares e continentais. No século XX, estudiosos como Irving Rouse voltaram a usar "Taíno" para designar o grupo caribenho para enfatizar sua cultura e idioma distintos.

## Era Pré-Colombiana

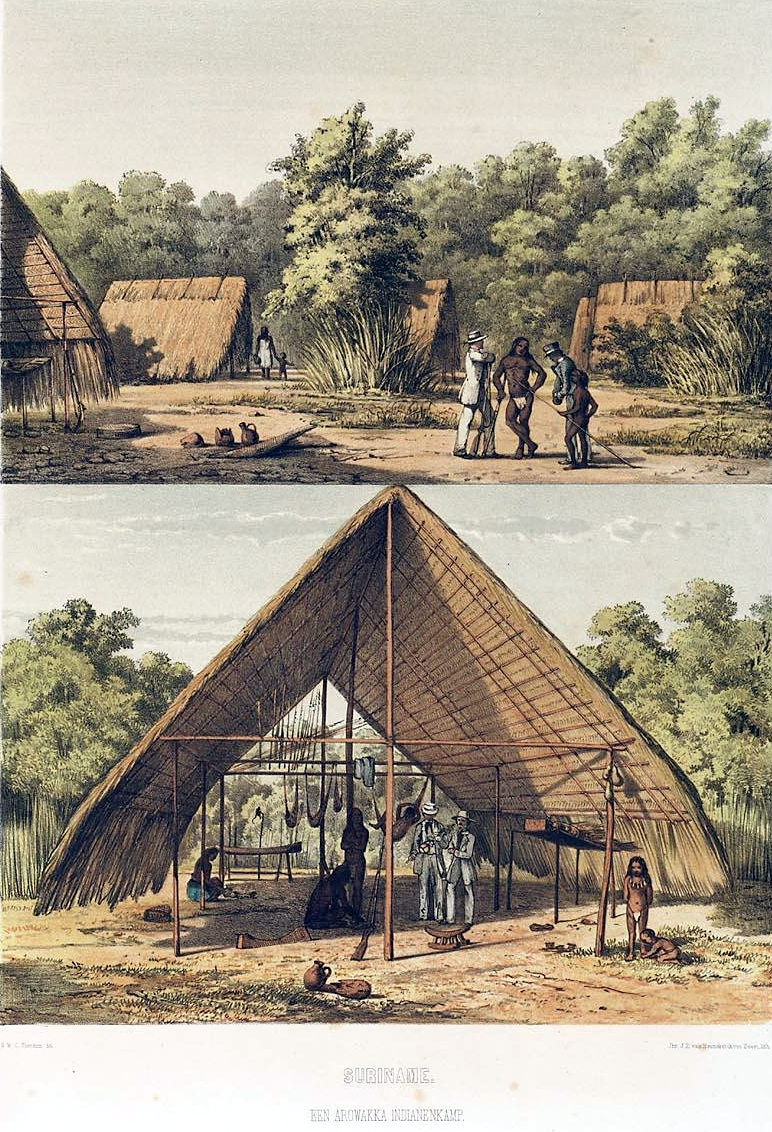
Uma aldeia aruaque, 1860. As cabanas são cobertas com folhas de pina-palmeira e pintadas com roucou ou urucum, uma tinta da Bixa orellana.

No fim do século XV, os aruaques encontravam-se dispersos pela Amazônia, nas Antilhas, Bahamas, na Flórida e nos contrafortes da Cordilheira dos Andes. Os grupos mais conhecidos são os taínos, que viviam principalmente na ilha de Hispaniola, em Porto Rico e na parte oriental de Cuba. Os que povoavam as Bahamas foram chamados lucaianos (lukku-cairi ou "povo da ilha"). Trata-se de populações neolíticas praticantes da agricultura, da pesca e da coleta. Produziam também uma cerâmica extremamente rica em adornos e pinturas brancas, negras e amarelas. As populações ameríndias das Antilhas não conheciam a escrita.
As línguas aruaques podem ter surgido no vale do rio Orinoco, na atual Venezuela. Posteriormente, eles se espalharam amplamente, tornando-se de longe a família linguística mais extensa da América do Sul na época do contato europeu, com falantes localizados em diversas áreas ao longo dos rios Orinoco e Amazonas e seus afluentes. O grupo que se auto-identificou como aruaque, também conhecido como locono, colonizou as áreas costeiras do que hoje é a Guiana, Suriname, Granada, Bahamas, Jamaica e partes das ilhas de Trinidad e Tobago.
Michael Heckenberger, um antropólogo da Universidade da Flórida que ajudou a fundar o Projeto Amazônia Central, e sua equipe encontraram cerâmica elaborada, aldeias circundadas, campos elevados, grandes montes e evidências de redes comerciais regionais que são todos indicadores de uma cultura complexa. Há também evidências de que modificaram o solo utilizando diversas técnicas, como a adição de carvão para transformá-lo em terra preta, que ainda hoje é famosa pela sua produtividade agrícola. O milho e a batata-doce eram as suas principais culturas, embora também cultivassem mandioca e yautia. Os aruaques pescavam com redes feitas de fibras, ossos, anzóis e arpões. De acordo com Heckenberger, a cerâmica e outros traços culturais mostram que essas pessoas pertenciam à família linguística aruaque, um grupo que incluía os taínos, os primeiros nativos americanos que Colombo encontrou. Foi o maior grupo linguístico que já existiu na América pré-colombiana.
Em algum momento, a cultura taíno, de língua aruaque, surgiu no Caribe. Dois modelos principais foram apresentados para explicar a chegada dos ancestrais taíno às ilhas; o modelo "Circum-Caribe" sugere uma origem nos Andes colombianos ligada ao povo arhuaco, enquanto o modelo amazônico apóia uma origem na bacia amazônica, onde as línguas aruaque se desenvolveram.

## Contato com os europeus
Os taínos estiveram entre os primeiros americanos a encontrar os europeus. Cristóvão Colombo visitou várias ilhas e chefias em sua primeira viagem em 1492, que foi seguida pelo estabelecimento de La Navidad naquele mesmo ano, na costa nordeste de Hispaniola, o primeiro assentamento espanhol na América.
As relações entre os espanhóis e os taínos acabariam por tomar um rumo amargo. Alguns dos chefes de nível inferior taínos pareciam ter atribuído uma origem sobrenatural aos exploradores. Quando Colombo retornou a La Navidad em sua segunda viagem, ele descobriu que o assentamento havia sido incendiado e todos os 39 homens que ele havia deixado lá foram mortos.

### Genocídio

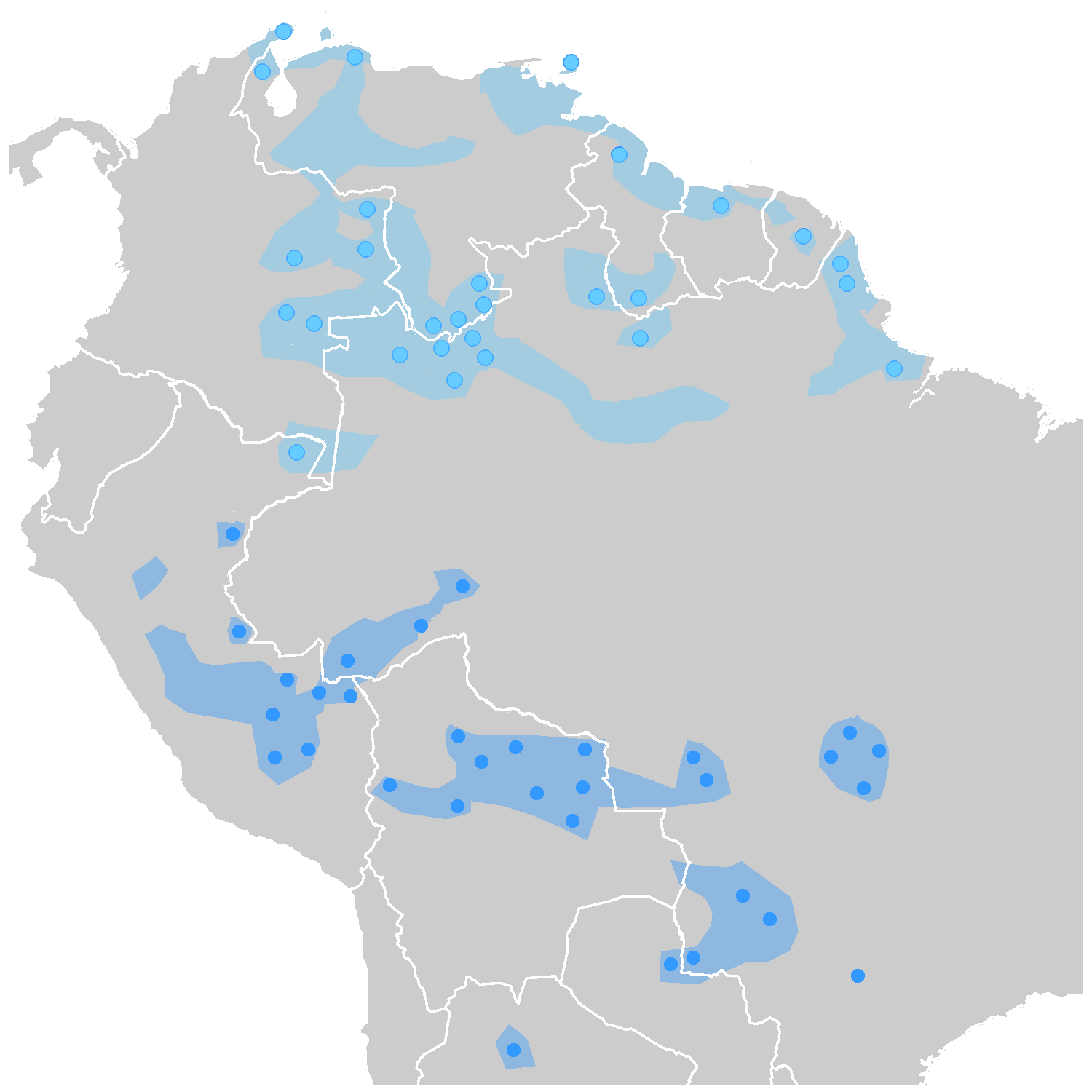
Línguas aruaques na América do Sul. As línguas arauaques do norte são coloridas em azul claro, e as línguas arauaques do sul em azul escuro.

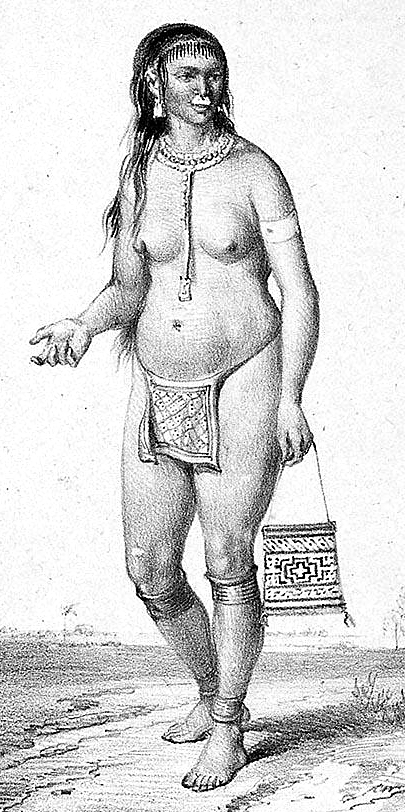
Uma mulher aruaque em traje tradicional em gravura de 1839, por P.J. Benoît. Ela usa um avental feito de kweyou, adornado com miçangas e está enfeitada com faixas nas pernas e tornozelos. Uma placa de prata serve como decoração do nariz.

Com o estabelecimento de um segundo assentamento, La Isabella, e a descoberta de jazidas de ouro na ilha, a população de colonos espanhóis em Hispaniola começou a crescer substancialmente, enquanto doenças e conflitos com os espanhóis começaram a matar dezenas de milhares de taínos todos os anos. Em 1504, os espanhóis derrubaram a última chefia cacique taíno em Hispaniola e estabeleceram firmemente a autoridade suprema dos colonos espanhóis sobre os agora subjugados taínos. Durante a década seguinte, os colonos espanhóis presidiram um genocídio dos taínos restantes em Hispaniola, que sofreram escravização, massacres ou exposição a doenças. A população de Hispaniola no ponto do primeiro contacto europeu é estimada entre várias centenas de milhares e mais de um milhão de pessoas, mas em 1514, tinha caído para apenas 35.000. Em 1509, os espanhóis conquistaram com sucesso Porto Rico e subjugaram cerca de 30.000 habitantes taínos. Em 1530, restavam 1.148 taínos vivos em Porto Rico.
A influência taíno sobreviveu até hoje, como pode ser visto nas religiões, línguas e música das culturas caribenhas. Os loconos e outros grupos sul-americanos resistiram à colonização por um período mais longo, e os espanhóis permaneceram incapazes de subjugá-los ao longo do século XVI. No início do século XVII, aliaram-se aos espanhóis contra os vizinhos calina (caribes), que se aliaram aos ingleses e holandeses. Os loconos se beneficiaram do comércio com potências europeias no início do século XIX, mas sofreram posteriormente com mudanças económicas e sociais na sua região, incluindo o fim da economia de plantation. A sua população diminuiu até ao século XX, quando começou a aumentar novamente.
A maior parte dos aruaques das Antilhas morreu ou dissipou-se por casamento a conquista espanhola. Na América do Sul, os grupos de língua aruaque são difundidos, desde o sudoeste do Brasil até as Guianas, no norte, representando uma ampla gama de culturas. Eles são encontrados principalmente nas áreas de floresta tropical ao norte da Amazônia. Tal como aconteceu com todos os povos nativos amazônicos, o contacto com a colonização europeia levou à mudança cultural e ao despovoamento entre estes grupos.

## População moderna e descendentes
Os espanhóis que chegaram às Bahamas, Cuba e Hispaniola (hoje Haiti e República Dominicana) em 1492, e mais tarde a Porto Rico, trouxeram poucas mulheres em suas primeiras expedições. Muitos dos exploradores e primeiros colonos se relacionaram mulheres taínos, que posteriormente geraram filhos mestiços. Ao longo das gerações subsequentes, a população taíno remanescente continuou a misturar-se com espanhóis e outros europeus, bem como com outros grupos indígenas e africanos escravizados trazidos durante o comércio de escravos no Atlântico. Hoje, numerosos descendentes mestiços ainda se identificam como taíno ou locono. No século XXI, cerca de 10.000 loconos vivem principalmente nas áreas costeiras da Venezuela, Guiana, Suriname e Guiana Francesa, com outros loconos vivendo em toda a região. Ao contrário de muitos grupos indígenas da América do Sul, a população locono está a crescer.